# Lars Samuelson (fysiker)
Lars Ivar Samuelson, född 20 december 1948, är en svensk fysiker och professor i nanoteknik och halvledarelektronik vid Lunds universitet.

## Biografi
Lars Samuelson disputerade 1977 i fasta tillståndets fysik vid Lunds universitet.  Han var sedan postdoc vid IBM Research Center i San José i Kalifornien åren 1978-1979.
Han blev professor i halvledarfysik vid Chalmers tekniska högskola 1986 och professor i halvledarelektronik på Fysiska institutionen vid Lunds universitet år 1988, där han samma år grundade Nanometerkonsortiet,  vilket var Skandinaviens första center för nanoforskning och som idag engagerar mer än 300 forskare.  
Under åren i Lund blev han även upphovsman för utbildningsprogrammet Teknisk nanovetenskap vid Lunds universitet.
Runt 2000 började han fokusera Nanometerkonsortiets forskning på nanotrådar. 2002 blev han bland de första i världen att visa hur man kan kombinera ämnen med olika strukturella, elektriska och optiska egenskaper i en nanotråd. 
Sedan 2021 är han anställd som professor vid Southern University of Science and Technology i Shenzhen, Kina, där han leder Institute of Nanoscience and Applications (INA).
Han är författare till över 700 artiklar (h-index 90 och listad bland de 1% högst citerade forskarna av Web-of-Science), och har hållit mer än 300 plenar/inbjudna föredrag vid internationella konferenser. Han är även grundare av fyra nystartade företag som kommer från Lunds universitet, QuNano AB, Sol Voltaics AB, Glo AB  och Hexagem AB , som arbetar med kommersialisering av nanomaterialteknik.

## Utmärkelser och bedrifter
Lars Samuelson blev ledamot av Kungliga Fysiografiska Sällskapet 1998, Kungliga Vetenskapsakademien 2006 och Kungliga Ingenjörsvetenskapsakademien 2007.
Han blev 2004 Fellow of the Institute of Physics, American Physical Society Fellow 2009 och år 2020 blev han Fellow International vid Japan Society of Applied Physics.
År 2008 blev han utsedd till Einstein Professor av kinesiska vetenskapsakademien. Han är rankad trea på tidskriften Nano Letters’ lista över de mest produktiva forskarna inom nanovetenskapen under åren 2001-2009.
Lars Samuelson tilldelades IVA:s Stora Guldmedalj 2022 för sin världsledande forskning inom nanoteknik.
Han blev invald som utländsk ledamot i Kinesiska vetenskapsakademien (CAS) år 2023.